# Нимесулид
Нимесулид је нестероидни антиинфламаторни лек (НСАИЛ) са аналгетичким и антипиретичким дејством.
Доступан је у разним облицима: таблетама, чепићима, прашковима растворљивим у води, и топикалним геловима.
Као и већина осталих лекова из групе нестероидних антиинфламаторних лекова, и нимесулид је хепатотоксичан (штети јетри) у ретким мада непредвидивим случајевима, и треба га узимати уз опрез. У Сједињеним Државама није стекао одобрење тамошње Агенције за храну и лекове (ФДА), а забрањен је и у многим другим земљама због случајева жутице и хепатитиса узрокованих његовом употребом. Италија је била прва земља која је допустила употребу овог лека 1985. године. Европска агенција за медицинско оцењивање је забранила употребу нимесулида за децу испод 12 година старости. Новија истраживања су показала да није штетнији од других НСАИЛ, а да му је дејство једнако или боље од њих.

## Фармакологија
ознака нимесулида је M01AX17 (остали нестероидни антиинфламаторни и антиреуматски лекови).

### Механизам дејства
Као и остали НСАИЛ, нимесулид инхибира циклооксигеназу (COX). Снажније инхибира COX-2 изоензим који се ствара у току запаљењских процеса, а мање физиолошки COX-1. Осим овог механизма, сматра се да у дејству нимесулида учествују још и инхибиција фактора инхибиције тромбоцита, превенцијом стимулације периферних нервних завршетака цитокинима, спречавањем ослобађања хистамина и инхибицијом синтезе металопротеаза (чиме се спречава оштећење хрскавица).

### Индикације
Нимесулид се примењује у третману реуматоидног артритиса, дегенеративних реуматских обољења зглобова, дисменореје, главобоље, зубобоље, постоперативних болова, спортских повреда, упале горњих дисајних путева и урогениталних органа. Дозвољена дневна доза код оралне примене износи 0,2g (2×100mg).

### Контраиндикације
Примена лека је контраиндикована код деце млађе од 12 година, код пацијената са активним пептичким улкусом, обољењима јетре или озбиљним обољењима бубрега и у случају преосетљивости.

### Нежељена дејства
Наузеа, дијареја, повраћање, вртоглавица, сомноленција, главобоља, раш, свраб.

### Упозорења
Примена у трудноћи мора бити под контролом. Примену нимесулида треба прекинути у случају губитка апетита, мучнине, повраћања, абдоминалних болова, малаксалости, тамне обојености урина или повећаног нивоа трансаминаза и у том случају, не препоручује се његова поновна примена; не препоручује се ни истовремена примена других НСАИЛ, нити алкохола; потребан је опрез при примени овог лека код пацијената са гастроинтестиналним, реналним или кардиолошким поремећајима.

Због хепатотоксичности, забрањена је истовремена примена нимесулида са другим потенцијално хепатотоксичним лековима. Такође је забрањена примена нимесулида дуже од 15 дана. Код пацијената код којих се установи оштећење јетре током примене овог лека, терапија нимесулидом се одмах прекида и не сме се поново уводити.

## Фармакокинетика
Примењен орално, нимесулид се брзо ресорбује, у високом проценту (99%) се везује за протеине плазме, а терапијску концентрацију у плазми постиже за 1-3ч. Метаболише се скоро у потпуности дајући активне метаболите. Непромењени лек и метаболити се излучују урином.